# Fernando del Rincón
Luis Fernando López del Rincón (Morelos, 18 de agosto de 1969) é um jornalista, apresentador de televisão e de rádio mexicano. É conhecido na comunidade latina nos Estados Unidos e na América Latina por ter trabalhado em noticiários de redes como Univisión. Foi acusado por sua ex-mulher, Carmen Dominicci, de violência doméstica, pelo qual ambos foram demitidos do Primer Impacto. Em 2010 ingressou na CNN en Español. Atualmente apresenta o programa Conclusiones CNN.

## Biografia
Nasceu no estado mexicano de Morelos em 1969. Del Rincón estudou como Bacharel em Comunicação Social no Instituto de Tecnologia de Monterrey. Começou sua carreira no México, no canal 6 de Rádio e Televisão de Aguascalientes. Mais tarde trabalhou na Televisa Monterrey e na TV Azteca.
Mais tarde, se estabeleceu nos Estados Unidos. Após uma breve passagem pela rede Telemundo (onde foi co-apresentador do programa De mañanita), Del Rincón alcançou enorme popularidade na Univisión, nos programas Primer Impacto e Ver para Crele. Foi acusado por sua ex-mulher, Carmen Dominicci, de violência doméstica, pela qual ambos foram demitidos do Primer Impacto. Entre 2009 e 2010, Del Rincón trabalhou como apresentador do telejornal Mega News nocturno, transmitido pela Mega TV, de propriedade da Spanish Broadcasting System (SBS).
Desde 2010, Del Rincón é membro da equipe da CNN en Español, onde foi co-âncora do Panorama Mundial, junto com Patricia Janiot. Ele apresenta o programa Conclusiones CNN na CNN en Español, que desde janeiro de 2015 é transmitido da cidade de Miami.
Em dezembro de 2011, a revista People en Español o nomeou o melhor apresentador de língua espanhola nos Estados Unidos.
Del Rincón entrevistou figuras do noticiário mundial, como a ganhadora do Prêmio Nobel guatemalteca, Rigoberta Menchú, e o falecido cantor Juan Gabriel, a quem perguntou sobre sua homossexualidade e ele respondeu: “Dizem que o que se vê não se pergunta”, frase que se tornou um ícone no mundo. Também entrevistou o presidente de Honduras, Juan Orlando Hernández; o presidente do Peru, Pedro Castillo; o ex-presidente mexicano Vicente Fox; o ex-presidente iraniano Mahmoud Ahmadinejad; ao escritor Carlos Fuentes; Juan Guaidó, o ex-ministro do Interior da Guatemala Maurício Lopes Bonilla. Também cobriu vários eventos, como a Guerra do Iraque, os ataques de 11 de setembro de 2001, o terremoto japonês de 2011, a eleição presidencial venezuelana de 2012 e as manifestações estudantis de 2014 na Venezuela.